# Esterilidade (microbiologia)
Esterilidade é definido no campo da microbiologia como um meio ausente de qualquer microorganismo viável.
Para a realização dos testes de esterilidade são empregados meios de cultura e seu resultado pode ser dado em UFC/ml ou g ou simples detecção. Soluções parenterais devem ser estéreis e apirogênicas.